# Matéri
Matéri är en kommun i departementet Atacora i Benin. Kommunen har en yta på 1 740 km2, och den hade 113 958 invånare år 2013.

## Arrondissement
Matéri är delat i  arrondissement: Dassari, Gouandé, Matéri, Nodi, Tantéga och Tchianhoun-Cossi.